# Budganja vas
Budganja vas je naselje v Občini Žužemberk.